# Hans-Josef Klauck
Hans-Josef Klauck OFM (* 4. Juni 1946 in Hermeskeil; † 27. März 2025 in München) war ein deutscher römisch-katholischer Ordensgeistlicher, Neutestamentler und Hochschullehrer.

## Leben
Klauck besuchte 1958/59 den Förderkurs im Franziskus-Studienheim in Euskirchen und dann bis 1966 das humanistische Gymnasium im Kolleg der Kölnischen Franziskanerprovinz in Exaten, einem Kloster und Landgut südöstlich von Baexem bei Roermond (Niederlande). Nach dem Abitur trat er am 21. April 1966 in Rietberg in den Franziskanerorden ein und legte am 5. Oktober 1970 in Mönchengladbach die Feierliche Profess ab. Er studierte Philosophie und Theologie in München, Münster und Bonn und empfing am 15. Juli 1972 von Bischof Heinrich Tenhumberg in Münster die Priesterweihe. Anschließend war er in der Pfarrei St. Pankratius in Buldern seelsorglich tätig und betrieb an der Universität Münster biblische und judaistische Studien. Ab 1975 war er Forschungsassistent am Institut für Biblische Exegese der Ludwig-Maximilians-Universität München bei Joachim Gnilka und wurde dort 1977 promoviert. Anschließend war er an dem Institut als Assistent tätig und habilitierte sich 1980.
Von 1981 bis 1982 war Klauck Professor für Neues Testament an der Katholisch-Theologischen Fakultät der Rheinische Friedrich-Wilhelms-Universität Bonn, anschließend bis 1997 Professor für Neues Testament an der Katholisch-Theologischen Fakultät der Julius-Maximilians-Universität Würzburg als Nachfolger von Rudolf Schnackenburg und bis 2001 an der Katholisch-Theologischen Fakultät der LMU München in Nachfolge für Joachim Gnilka. Von 1999 bis 2003 war er zudem Honorarprofessor an der University of Pretoria in Südafrika. Klauck wurde 2001 an die University of Chicago Divinity School berufen, wo er bis 2016 als Professor wirkte, seit 2006 auf dem Naomi-Shenston-Donnelley-Lehrstuhl für „New Testament and Early Christian Literature“. Er war von 2003 bis 2004 Präsident der Studiorum Novi Testamenti Societas. Im Jahr 2008 wurde ihm der Ehrendoktor der Theologischen Fakultät der Universität Zürich verliehen.
2022 kehrte er nach Deutschland zurück und lebte im Franziskanerkloster in München. Hans-Josef Klauck starb am 27. März 2025 auf der Intensivstation des Rotkreuzkrankenhauses in München. Beerdigt wird er am 9. April 2025 in der Gruft des Franziskanerklosters St. Anna im Lehel.

## Werke (Auswahl)
- Der erste Johannesbrief. (= Evangelisch-katholischer Kommentar zum Neuen Testament Bd. 23.1) Zürich, Braunschweig, Neukirchen-Vluyn 1991, ISBN 978-3-545-23122-1.
- Der zweite und dritte Johannesbrief. (= Evangelisch-katholischer Kommentar zum Neuen Testament Bd. 23.2) Zürich, Braunschweig, Neukirchen-Vluyn 1992, ISBN 978-3-545-23123-8.
- Im Kraftfeld der Liebe. Biblische Glaubensimpulse. Echter, Würzburg 1992, ISBN 3-429-01415-8.
- Die religiöse Umwelt des Urchristentums. Bd. 1: 1. Stadt- und Hausreligion, Mysterienkulte, Volksglaube. Bd., 2: Herrscher- und Kaiserkult, Philosophie, Gnosis. Kohlhammer, Stuttgart, Berlin, Köln 1995/1996.
- Magie und Heidentum in der Apostelgeschichte des Lukas. Katholisches Bibelwerk, Stuttgart 1996, ISBN 978-3-460-04671-9.
- Die antike Briefliteratur und das Neue Testament. Ein Lehr- und Arbeitsbuch. (= UTB 2022) Schöningh Verlag, Paderborn, München, Wien 1998, ISBN 978-3-8252-2022-8.
- Apokryphe Evangelien. Eine Einführung. 3. Auflage, Katholisches Bibelwerk, Stuttgart 2008, ISBN 978-3-460-33180-8.
- Die apokryphe Bibel. Ein anderer Zugang zum frühen Christentum. (= Tria Corda 4) Mohr Siebeck, Tübingen 2008, ISBN 978-3-16-149686-8.